# Elaphidion pauropilosum
Elaphidion pauropilosum là một loài bọ cánh cứng trong họ Cerambycidae.